# Окулярник ранонгійський
Окулярник ранонгійський (Zosterops splendidus) — вид горобцеподібних птахів родини окулярникових (Zosteropidae). Ендемік Соломонових Островів.

## Опис
Довжина птаха становить 11,5-12 см. Верхня частина тіла жовтувато-оливкова, нижня частина тіла жовта. Крила бурі з жовтувато-оливковими краями. Очі червонуваті. дзьоб чорний, лапи жовті. Обличчя чорне, навколо очей білі кільця. які перетинаються чорними смугами, що ідуть від дзьоба до очей. Виду не притаманний статевий диморфізм.

## Поширення і екологія
Ранонгійські окулярники є ендеміками острова Ранонґґа. Вони живуть в тропічних лісах.

## Збереження
МСОП класифікує цей вид як вразливий. За оцінкою дослідників, популяція ранонгійських окулярників складає від 2500 до 10000 птахів. Їм загрожує знищення природного середовища.